# Algaida
Algaida és una vila i municipi de Mallorca situat al centre de l'illa, a l'est de la capital, i que pertany a la comarca del Pla. Limita amb els municipis de Palma, Santa Eugènia, Sencelles, Lloret de Vistalegre, Montuïri i Llucmajor.
El nucli de població principal conté diverses àrees amb denominació pròpia: el Campet, el Colomer, la Tanqueta i el Porrassar. A més, hi ha dos nuclis tradicionals: Pina i Randa.

## Nom
El topònim d'Algaida és d'origen àrab: en aquesta llengua, al-gajda vol dir 'el bosc'. Existeix un nom de lloc a Son Cervera, Algaire, que té el mateix origen; de fet, una pronúncia popular d'Algaida és, precisament, Algaira.
Durant l'edat mitjana, el terme d'Algaida fou conegut sovint pel nom de Castellitx, del llogaret i antiga parròquia del terme. Es tracta d'un mossarabisme, un derivat del llatí castellum.

## Població
| Entitat de població | Habitants (2024) |
| Algaida             | 5.546            |
| Pina                | 672              |
| Randa               | 116              |
| Font: INE           |                  |

Algaida ha experimentat diverses fluctuacions demogràfiques al llarg del temps. Segons les dades disponibles a l'INE, la població de dret era de 2.806 habitants el 1842. Al llarg del segle xix hi hagué un increment sostingut, arribant a 4.286 habitants el 1887. Durant el segle xx, la població va disminuir, retornant a nivells del segle passat el 1981. A partir de 1991 es va iniciar una tendència de creixement, assolint 5.272 habitants el 2011 i 6.013 el 2021.
Els llinatges més comuns són Oliver, Puigserver, Fullana, Sastre, Amengual, Trobat, Pou i Joan (Juan), a més de Garcia.

## Història
Durant la dominació islàmica les terres d'Algaida estaven integrades al districte de Muntuy i després de la conquesta del Rei en Jaume i de romandre entre la part reial, en el Repartiment es varen assignar les terres a l'orde de l'Hospital.
La primera vila d'Algaida sorgeix com a pobla reial el 1300 segons les Ordinacions de Jaume II, si bé el nucli i la parròquia se situaven a Castellitx, una alqueria musulmana. Algaida, que també havia estat una alqueria musulmana, amb el temps anava prenent importància fins que el segle xv acabà per desplaçar Castellitx i per esdevenir el centre parroquial del terme. El nucli primigeni de la vila se situa dins el triangle que integren els carrers de la Roca, de la Unió i de l'Amargura, i del Migdia, de Sant Joan i de l'Aigua, i a cada vèrtex s'hi trobava una creu de terme, les quals encara es conserven.
A partir del segle xvii la vila anà creixent per mitjà d'establits, cedits a pagesos rics i senyors procedents de la ciutat que la llogaven a aquells qui l'explotaven. El segle xix el minifundisme començà a substituir els establits, fet que provocà que sorgís una classe social de jornalers. Atesa la proximitat a la Carretera de Manacor, al seu pas per la proximitat de la vila aparegueren un gran nombre d'hostals que encetaren un nou mitjà econòmic.
El 1897 s'estrenà el tren de Felanitx, que feia aturada a Algaida. Malgrat tot, el tren no suposà l'impuls econòmic que hom hauria pogut entreveure, i a principi de segle molts d'algaidins hagueren de desplaçar-se a l'Arenal a fer feina de trencadors de marès. Amb el temps, la situació no millorà, i molts d'algaidins es veren forçats a emigrar cap a França, Cuba, Buenos Aires, Veneçuela i Panamà; no obstant això, la major part dels emigrants acabaren per tornar al poble, havent fet o no fortuna.

## Cultura
El patró és Sant Honorat a l'hivern, mentre que tenen a Sant Jaume com a patró d'estiu.
Es Saig és la revista de premsa forana del poble. S'edita mensualment des del desembre de 1980 i contribueix a la normalització lingüística del poble. És administrat per l'Obra Cultural d'Algaida i hi col·labora la gent d'Algaida i l'Agrupació Fotogràfica d'Algaida. Forma part de les publicacions de l'Associació de Premsa Forana de Mallorca.

## Política
La batlesa actual és Margalida Fullana Arrom (PSIB), qui fou elegida el 2023 i governa en minoria després de rompre el pacte amb Més per Mallorca.

## Algaidins il·lustres
| - Bartomeu Pou i Puigserver (1727-1802), filòsof i neohumanista - Miquel Salvà i Munar (1792-1873), bisbe mallorquí - Llorenç Capellà Garí (1882 -1950), glosador mallorquí - Joan Bibiloni Capellà (1905-1936), ciclista - Pere Capellà i Roca (1907-1954), mestre, poeta i dramaturg - Rafael Pou Sastre (1909-1936), ciclista - Andreu Trobat García (1925-2011), ciclista - Llorenç Antich Trobat (1933-2004) Glosador - Pere Mulet Cerdà (1938-2016), docent i promotor cultural - Gabriel Janer Manila (1940-), escriptor i gestor cultural - Antoni Cerdà Tarongí (1944-2013), ciclista - Biel Majoral (1950), músic polifacètic | - Francesc Antich Oliver (1958-2025), 4t i 6è president del govern de les Illes Balears - Pere Fullana Puigserver (1958-), historiador i professor a la Universitat de les Illes Balears - Maria Rosa Puig Oliver (1972-), política mallorquina - Roser Amills (1974-), escriptora i periodista amb una vintena de llibres publicats, dos dels quals ambientats a Algaida: la novel·la Fes bondat i la novel·la històrica sobre l'estada de l'actor Errol Flynn a Mallorca El ecuador de Ulises - Francesc Miralles i Mascaró (1978-), polític del PSIB-PSOE |